# Vegar Tregren
Vegar Tregren (ur. 3 listopada 1996) – norweski bokser, młodzieżowy wicemistrz Europy, brązowy medalista mistrzostw świata z 2014 roku.

## Kariera amatorska
W kwietniu 2014 był uczestnikiem młodzieżowych mistrzostw świata w Sofii. W kategorii półciężkiej zdobył brązowy medal. W półfinale mistrzostw przegrał z Kazachem Vadimem Kazakovem. W październiku 2014 został wicemistrzem Europy w kategorii półciężkiej. Finałowy pojedynek przegrał wyraźnie na punkty z Rumunem Andreiem Aradoaie.